# Jonathan Togo
Jonathan Frederick Togo (* 25. srpna 1977 Rockland) je americký herec, známý díky roli v seriálu Kriminálka Miami.

## Životopis
Jeho otec byl ukrajinský Žid, matka byla italsko ruského původu. V roce 1995 úspěšně dokončil studium na Rockland High School. Na Vassar College vystudoval divadlo. Hrál v několika hrách včetně "Our Country's Good", za kterou obdržel cenu Margaret Thatcher Kazan.
Na televizní obrazovce se objevil hned v několika seriálech Lovci netvorů, Soudkyně Amy, Zákon a pořádek, Ed, a The Jury. Největší úspěch zaznamenal s filmem Tajemná řeka (2003) a v seriálu Kriminálka Miami. Vedle toho hrál ve snímcích Raccoon (2004) a Somebody Up There Likes Me.

## Filmografie
| Rok       | Film/seriál                | Role                      | Poznámky                            |
| --------- | -------------------------- | ------------------------- | ----------------------------------- |
| 2001-2002 | Lovci netvorů              | Jonathan                  | 12 dílů                             |
| 2003      | Soudkyně Amy               | Charles 'DJ Dizz' Simbour | díl: „Looking for Quarters“         |
| 2003      | Tajemná řeka               | Pete                      |                                     |
| 2003      | Zákon a pořádek            | Eddie                     | díl: „Blaze“                        |
| 2003      | Ed                         | Keith Kessler             | díl: „The Offer“                    |
| 2004      | The Jury                   | Dennis Dudley             | díl: „The Honeymoon Suite“          |
| 2004-2012 | Kriminálka Miami           | Ryan Wolfe                | hlavní role (3.–10. řada), 182 dílů |
| 2012      | Někdo tam nahoře mě má rád | dospělý Lyle              |                                     |
| 2012      | Harry's Law                | Randy Hessly              | díl: „Breaking Points“              |
| 2012      | Identical                  | Rich Washington           |                                     |
| 2013      | V utajení                  | Nelson Smith              | 2 díly                              |
| 2014      | A Hundred Eighty Degrees   | Nick                      | krátkometrážní film                 |
| 2015      | 7 Chinese Brothers         | Don                       |                                     |
| 2015      | Ex-Best                    | Frank                     | díl: „Episode 10“                   |
| 2015      | A Rising Tide              | Roger                     |                                     |
| 2013      | Angel from Hell            | Gavin                     | 2 díly                              |
| 2017      | Lucifer                    | Anthony Annan             | díl: „Candy Morningstar“            |
| 2017      | Teachers                   |                           | díl: „Dire Straight“                |
| 2017      | Infinity Baby              | stážista                  |                                     |
| 2018      | Christmas Cupid's Arrow    | David Martin              |                                     |